# GE-600シリーズ
GE-600シリーズは、1960年代にゼネラル・エレクトリック (GE) が開発製造した36ビットメインフレームコンピュータシリーズである。Multicsが動作したマシンとして知られている。

## アーキテクチャ
600シリーズは36ビットワードで18ビットアドレスを使用する。2本の36ビットアキュムレータ、8本の18ビットインデックスレジスタ、1本の8ビット指数レジスタを持つ。36ビットの単精度浮動小数点数と72ビットの倍精度浮動小数点数をサポートし、指数部は別に保持して71ビットの精度を誇った (1ビットは正負の符号ビット) 。精巧なアドレッシングモードを持ち、様々な間接アクセスが可能で、自動インクリメントや自動デクリメントも備えていた。バイトのサイズはアドレッシングモードの一部として6ビットと9ビットをサポートしている。特定のバイトを取り出して、バイトポインタをインクリメントするといったことが可能だったが、任意のバイトにアクセスすることはできない。
入出力処理のため、数多くのチャネル・コントローラを備えていた。CPUはチャネル・コントローラの機械語で書かれた短いプログラムを渡し、チャネル・コントローラがデータ処理をして結果をメモリに書き込み、完了すると割り込みを発生する。これにより主CPUは低速な入出力が完了するまでの間に別の処理ができる。これがタイムシェアリングシステムを可能とした。

## 歴史

### GEの大型メインフレーム市場参入
1959年、John Couleur の率いるチームは軍の MISTRAM プロジェクトのために開発を開始した。MISTRAMは様々なプロジェクト (アポロ計画など) で使用された追跡システムであり、アメリカ空軍はケープカナベラルから発射方向に沿って配置された追跡基地に設置するデータ収集コンピュータの開発を要求したのである。収集されたデータはその後ケープカナベラルにある36ビットのIBM 7094に送られる。従ってそのコンピュータは36ビットワードで設計されることになった。空軍が何故IBM 7094をもう1台使うという選択をしなかったのかは謎である。GEは M236 と呼ばれるマシンを開発し、36ビットワードを採用したため非常に 7094 に似たアーキテクチャとなった。
GEは、制御用/産業用などのコンピュータは真剣に取り組んでいたが、一般の商用コンピュータ市場に参入することは意図していなかった(ただし、小型機 (GE-200シリーズ) は既にあった)。しかし1960年代初期、GEはIBMメインフレームの最大の顧客であり、自前でコンピュータを開発して情報処理部門のコストを削減するというのは素晴らしい方法のように思われた。開発費用はIBMへの1年間のレンタル料と同程度と見積もられた。GE社内の多くは懐疑的であったが、内部抗争を経て M236 を商用化するという決定が1963年2月になされた。
当初の機種はGE-635と、それより低速だが互換性のあるGE-625である。ほとんどはシングルプロセッサシステムだったが、635 は2プロセッサを構成することができ、初期の汎用SMPシステムのひとつと言える。さらに小型のGE-615も発表されたが、これが実在していたかどうかは不明である。
後述するMulticsの宣伝効果もあって、GE-600シリーズは好調な受注を記録していた。しかし、磁気テープ装置でたびたび故障が発生し、プロジェクト全体に影を落とすこととなった。1966年、GE は受注を停止し、既に受けた注文もキャンセルした。1967年、問題は解決し、改良されたGECOSオペレーティングシステムと共に再出発することになった。
GE-635 は1965年ごろからDartmouth Time Sharing Systemでも使われた。

### Multics
1964年、Multicsプロジェクトが開始され、GE がコンピュータハードウェアを提供することになった。GEは最新のOSが自社のマシンで動作することで他社との差別化が図れる機会だと考えた。Multics を効率よく動作させるにはCPUにいくつかの機能追加を必要とした。John Couleur は MITの Edward Glaser とともにこれに取り組んだ。結果としてGE-645が完成した。これはCPUに複数のセキュリティ階層を持ち、仮想記憶のための命令群を備えていた。アドレス指定は 18ビットの「セグメント」と18ビットの通常アドレスでなされ、理論上のメモリ空間を劇的に広げて仮想記憶をサポートしやすくした。
645の後継機の開発プロジェクトは1967年に開始された。新しい GE-655はトランジスタを登場したばかりの集積回路で置き換えたもので、性能が2倍になり組み立てコストが劇的に削減された。しかし、そのマシンは1969年になっても完成せず、その時点でMulticsは一般ユーザーの使えるレベルのものが一応完成していたのである。MIT、ベル研究所、GEの3者のほかに 645 の Multics システムはアメリカ空軍のローム研究所、ハネウェル Billerica、Machnines Bull (パリ) に設置された。ハネウェルとBullの 645 は両社が共同開発していた ハネウェル Level 64 コンピュータの設計に使用された。

### GE撤退とその後
GEの中型機シリーズ (GE-400シリーズ) も問題を度々起こしていた。GEのコンピュータ部門はこの際全シリーズを廃止して新たな32ビットアーキテクチャのシリーズを立ち上げる計画を立てた。しかし、この計画は社長らの理解を得られなかった。1970年、GEはコンピュータ部門をハネウェルに売却し、GE-600シリーズは ハネウェル 6000 シリーズと名称が変更された。655 は 1973年に ハネウェル 6080として正式リリースされ、十数台が販売された。小型のバージョンとして 6030 から 6070まで様々な機種がリリースされている。 6080 に 645 のような Multics向けの改造を施したマシンは 6180としてリリースされた。6180は数百台出荷されたという。その後、6000シリーズは ハネウェルだけでなくBullや日本電気がリリースした。

## 日本との関わり
東芝は1964年にGEとの技術提携契約を結んだ。当初の契約にはGE-600シリーズは含まれていなかったが、1970年に契約を改訂してGE-600シリーズのノウハウを得ることとなった。これに基づいて東芝は TOSBAC-5600 という大型メインフレームをリリース (1970年発表)。しかし、1977年までの販売台数は38台と少なかった。また、通産省指導による日本電気との提携によってACOSを共同開発することになった。1978年、東芝もメインフレーム事業から事実上撤退し、日本電気がGE-600シリーズの流れを汲むACOS-6を単独で引き受けることになった。
なお、日本電気 (と東芝) は最初こそハネウェル (とGE) からの技術導入で大型メインフレームを立ち上げたが、その後は独自に開発を進め、システム1000は逆に海外にOEM供給することとなった (その後の機種もBullへ供給している)。ハネウェルは1985年にコンピュータ部門をBullに売却しているが、それ以前に日本電気に購入の打診があったという。フランス政府は購入に当たって日本電気の資本参加を条件とした。